# Amt Homberg an der Ohm
Das Amt Homberg an der Ohm war ein Amt der Landgrafschaft und zuletzt des Großherzogtums Hessen.

## Funktion
In Mittelalter und Früher Neuzeit waren Ämter eine Ebene zwischen den Gemeinden und der Landesherrschaft. Die Funktionen von Verwaltung und Rechtsprechung waren hier nicht getrennt. Dem Amt stand ein Amtmann vor, der von der Landesherrschaft eingesetzt wurde. 

## Geschichte
Das Amt Homberg an der Ohm gehörte zum Altbestand der Landgrafschaft Hessen. Nach den hessischen Landesteilungen des 16. und 17. Jahrhunderts gelangte es 1648 mit dem Westfälischen Frieden endgültig zur Landgrafschaft Hessen-Darmstadt, die dann 1806 zum Großherzogtum Hessen wurde.
Ab 1820 kam es im Großherzogtum zu Verwaltungsreformen. 1820 wurde das Amt Burg-Gemünden aufgelöst und dem Amt Homberg an der Ohm zugeschlagen. Aber schon ein Jahr darauf, 1821, wurden mit einer weiteren Reform auch auf unterer Ebene Justiz und Verwaltung getrennt und die Ämter alle aufgelöst. Für die bisher in den Ämtern wahrgenommenen Verwaltungsaufgaben wurden Landratsbezirke geschaffen, für die erstinstanzliche Rechtsprechung Landgerichte.  Die Verwaltungsaufgaben des ehemaligen Amtes Homberg an der Ohm wurden auf den Landratsbezirk Kirtorf und die Rechtsprechung dem Landgericht Homberg an der Ohm übertragen.

## Bestandteile
Am Ende des Alten Reiches gehörten nachfolgend aufgeführte Gemeinden zum Amt Homberg an der Ohm:
- Appenrod
- Büßfeld
- Dannenrod
- Deckenbach
- Ehringshausen
- Gontershausen
- Haarhausen
- Höingen
- Homberg (Ohm)
- Maulbach
- Neu-Ulrichstein / Neuhof[4]
- Nieder-Ofleiden
- Ober-Ofleiden
- Oberndorf
- Rülfenrod (das Patrimonialgericht Rülfenrod besaßen die Schencken zu Schweinsberg)
- Schadenbach
- Wäldershausen[4]

## Recht
Im Amt Homberg an der Ohm galt das Gemeine Recht. Es behielt seine Geltung im gesamten 19. Jahrhundert und wurde erst zum 1. Januar 1900 von dem einheitlich im ganzen Deutschen Reich geltenden Bürgerlichen Gesetzbuch abgelöst.